# Міжквартильний розмах
Міжквартильний або інтерквартильний розмах (англ. interquartile range, {\displaystyle IQR}) — робастна міра розсіяння, що розраховується на основі процентилів.  Поряд з розмахом та медіаною абсолютних відхилень належить до порядкових статистик, бо спирається на сортування (ранжування) даних.

## Визначення
Найпростішою мірою розсіяння із порядкових статистик є розмах — різниця між найбільшим та найменшим значенням із вибірки. Однак розмах дуже чутливий до викидів і тому є не дуже корисною мірою розсіяння.
Щоб запобігти чутливості до викидів, можна вдатися до відкидання з обох боків крайніх значень вибірки після їхнього розташування у варіаційний ряд шляхом перестановки даних таким чином, щоб кожне наступне значення було не меншим за попереднє. Міжквартильний розмах {\displaystyle IQR} — це різниця між 75-м {\displaystyle x_{75}} та 25-м {\displaystyle x_{25}}процентилями:
{\displaystyle IQR=x_{75}-x_{25}}.
75-й та 25-й процентилі — це такі значення варіаційного ряду, що 75 та 25 відсотків (процентів) значень варіаційного ряду відповідно приймають значення рівні чи менші за ці значення.
75-й і 25-й процентилі називають ще третім та першим квартилем, тобто міжквартильний розмах — різниця між третім та першим квартилем. Звідси походить термін «міжквартильний».

## Приклад
Нехай є вибірка значень 3, 1, 5, 3, 6, 7, 2, 9, варіаційний ряд для якої має вигляд: 1, 2, 3, 3, 5, 6, 7, 9. Оскільки числа 1 та 2 складають 25 % від варіаційного ряду, числа 1, 2, 3, 3, 5 та 6 складають 75 % значень варіаційного ряду, то 75-й процентиль для цього ряду має значення 6, 25-й процентиль — 2. Тоді {\displaystyle IQR} = 6 — 2 = 4.

## Переваги та недоліки
На відміну від розмаху міжквартильний розмах нечутливий до викидів і може використовуватися для розподілів, для яких не існує математичного сподівання і дисперсії. Недоліком цієї міри розсіяння є те, що вона дещо важча для розуміння, ніж розмах. Крім того, міжквартильний розмах незручний для математичних перетворень та для великих вибірок через необхідність ранжування даних вимагає великих затрат обчислювальних ресурсів.